# XeCl-Excimerlaser
Ein XeCl-Excimerlaser, auch 308-nm-Excimerlaser genannt, ist ein Excimerlaser auf Basis von Xenonchlorid (XeCl), dessen Wellenlänge 308 nm beträgt (Ultraviolettstrahlung). Er wird vor allem zur gezielten Therapie erkrankter Hautpartien bei UV-sensiblen Hautkrankheiten, insbesondere bei Psoriasis, chronischen Ekzemen (Neurodermitis) und Vitiligo (Weißfleckenkrankheit) eingesetzt. Ende der 1990er Jahre finden sich erste Veröffentlichungen einer ungarischen Arbeitsgruppe zur Excimerlaser-Therapie der Hautkrankheiten.

## Physikalische Grundlagen
Der XeCl-Excimerlaser benutzt das Excimer Xenonchlorid (XeCl) als aktives Medium. Als Gas wird beispielsweise ein Gemisch aus 4…5 mbar Chlorwasserstoff, 80 mbar Xenon und 2,4 bar Helium als Puffergas verwendet. Die Energiezufuhr zur Bildung der Excimere erfolgt wie bei anderen Excimerlasern durch eine kurze stromstarke elektrische Entladung (Gasentladung). Das instabile Molekül Xenonchlorid zerfällt schnell in seine beiden Bestandteile Xenon und Chlor. Dabei wird ein Photon mit einer Wellenlänge von 308 nm emittiert. Der Laser gibt mit einer Folgefrequenz von z. B. 200 Hz ca. 60 ns kurze Impulse ab, die durch zeitliche Summation die gewünschte Energiedichte ergeben. Jeder Impuls hat dabei eine Energie von beispielsweise ca. 3…7 mJ.

## Einsatzgebiete

### Medizin
Mit einer Wellenlänge von 308 nm emittiert der XeCl-Excimerlaser im Bereich des optimal antipsoriatisch wirksamen Spektrums (300–313 nm) und wird daher in der Dermatologie zur sogenannten 311-nm-Schmalband-UVB-Therapie eingesetzt. Im Gegensatz zur konventionellen UV-Therapie mit Lampen ist mit dem Laser eine gezielte Bestrahlung der erkrankten Hautareale möglich, während die nicht betroffene Haut von der Strahlenexposition verschont bleibt. Es können Dermatosen mit höheren Energiedosen gegenüber einer Ganzkörperphototherapie behandelt werden, wobei gleichzeitig eine Reduktion der Zahl der Bestrahlungssitzungen und der Bestrahlungsdosis erreicht wird.
Obwohl bezüglich möglicher Langzeitnebenwirkungen derzeit noch keine aussagekräftigen Daten vorliegen, ist davon auszugehen, dass durch die Schonung der nicht befallenen Haut das Risiko unerwünschter Bestrahlungswirkungen wie vorzeitige Hautalterung und Hautkrebsentstehung gegenüber Ganzkörperbestrahlungen reduziert werden kann. Durch die gezielte Bestrahlung nur der psoriatischen Plaques wird die gesunde Haut geschont; eine Reduktion von Hautalterung und Photokarzinogenese ist gegenüber der konventionellen Ganzkörperphototherapie langfristig zu erwarten. Obwohl bei der Lasertherapie Einzeltherapiedosen zwischen 800 mJ/cm² und 2.000 mJ/cm² appliziert werden, erreicht die kumulative Bestrahlungsdosis aufgrund der wesentlich kürzeren Gesamtbehandlungsdauer nur ca. 50 % einer 311-nm-Schmalspektrumtherapie, bei der Gesamtenergiedosen von mehr als 20 J/cm² erzielt werden.
Da die Therapie mit dem 308-nm-Excimerlaser eine Weiterentwicklung der bereits seit Jahrzehnten bewährten UVB-Therapie darstellt, sind prinzipiell alle Hautkrankheiten, die erfolgreich mit UVB-Licht behandelt werden können, auch besonders geeignet für die Behandlung mit dem 308-nm-Excimerlaser. Die Gewebewechselwirkungen sind vergleichbar denen der Schmalspektrumtherapie mit 311–313 nm. Beim Excimerlaser konnte jedoch eine verstärkte Induktion der T-Zell-Apoptose beobachtet werden, woraus die höhere Ansprechrate und schnellere Wirksamkeit begründet wird.
Eine Zulassung der US-amerikanischen Food and Drug Administration besteht seit dem Jahr 2000 für die Indikationen Psoriasis, Neurodermitis und Vitiligo. Erfolgreich eingesetzt werden kann der 308-nm-Excimerlaser bei sämtlichen UVB-sensiblen Dermatosen wie Psoriasis vulgaris (Schuppenflechte), Psoriasis pustulosa palmoplantaris und inversa, Atopisches Ekzem (Neurodermitis), chronische Hand- und Fußekzeme, Kopfekzem, Vitiligo, Hypopigmentierungen (im Narbenbereich, bei Striae distensae, posttraumatisch, laserinduziert), Alopecia areata, Akne, periorale Dermatitis, Lichen vidal, Lichen ruber planus (Knötchenflechte), Parapsoriasis en plaque, u. a.
Für die Behandlung der Psoriasis ist die Therapie mit dem 308-nm-Excimerlaser in die S3-Psoriasis-Leitlinie aufgenommen worden.

### Weitere Einsatzgebiete
XeCl-Excimerlaser werden auch als Pumplaser für Farbstofflaser genutzt, da die Wellenlänge von 308 nm im Bereich der Absorptionsbanden vieler Laserfarbstoffe liegt, beispielsweise Cumarin-307. Prinzipiell eignen sie sich auch als Strahlungsquelle für die Fotolithografie. Entsprechende Systeme konnten sich aber weder in der Industrie noch in der Forschung durchsetzen und haben praktisch keine Bedeutung, da man beim Umstieg auf kleinere Wellenlängen (für ein höheres Auflösungsvermögen) von Quecksilberdampflampen (348 nm) direkt zu KrF-Excimerlasern (248 nm) überging. Weiterhin wurden vereinzelt auch kommerzielle XeCl-Lasersysteme für andere Anwendungen im Bereich der Halbleiter- und der Mikrotechnik vorgestellt, beispielsweise für die thermische Ausheilung von Materialien, der Laserablation oder für Beschriftung von unterschiedlichen Materialien.
Durch die Wellenlänge von 308 nm eignet sich der Laser, um Aceton zur Fluoreszenz anzuregen. Dies wird in der Forschung benutzt, um Konzentrationsmessungen mittels Tracer-LIF-Verfahren durchzuführen.